# 新乌克兰卡 (瓦西里夫卡区)
新乌克兰卡（烏克蘭語：Новоукраїнка），是烏克蘭東南部扎波羅熱州瓦西里夫卡區沃佳内市镇内的村落。始建於1921年，面積0.84平方公里，2001年人口439，人口密度每平方公里523.9人。